# Мала Брањска
Мала Брањска (хрв. Mala Branjska) је насељено место у општини Соколовац, Копривничко-крижевачка жупанија, Хрватска.

## Историја
До територијалне реорганизације у Хрватској била је у саставу старе општине Копривница.

## Становништво
У попису становништва из 2011. године, Мала Брањска је имала 60 становника.
| Број становника према пописима | Број становника према пописима | Број становника према пописима | Број становника према пописима | Број становника према пописима | Број становника према пописима | Број становника према пописима | Број становника према пописима | Број становника према пописима | Број становника према пописима | Број становника према пописима | Број становника према пописима | Број становника према пописима | Број становника према пописима | Број становника према пописима | Број становника према пописима |
| ------------------------------ | ------------------------------ | ------------------------------ | ------------------------------ | ------------------------------ | ------------------------------ | ------------------------------ | ------------------------------ | ------------------------------ | ------------------------------ | ------------------------------ | ------------------------------ | ------------------------------ | ------------------------------ | ------------------------------ | ------------------------------ |
| 1857                           | 1869                           | 1880                           | 1890                           | 1900                           | 1910                           | 1921                           | 1931                           | 1948                           | 1953                           | 1961                           | 1971                           | 1981                           | 1991                           | 2001                           | 2011                           |
| 121                            | 154                            | 146                            | 88                             | 84                             | 96                             | 78                             | 85                             | 66                             | 117                            | 128                            | 92                             | 84                             | 63                             | 67                             | 60                             |

Напомена: Насеља Мала Брањска и Велика Брањска исказују се  од 1869. Године 1857. исказано насеље по имену Брајинска. Садржи податке за то некадашње насеље 1857, а за оба насеља 1869. и 1880. Од 1880. до 1900. исказивано под именом Брањска Мала, а 1869. а од 1910. до 1981. под именом Мала Брајинска.

### Попис1991.
У попису становништва из 1991. године, Мала Брањска је имала 63 становника, следећег националног састава:
| Попис 1991.‍ | Попис 1991.‍ | Попис 1991.‍ | Попис 1991.‍ | Попис 1991.‍ |
| ----------- | ----------- | ----------- | ----------- | ----------- |
|             |             |             |             |             |
| Хрвати      | Хрвати      |             | 55          | 87,30%      |
| Срби        | Срби        |             | 8           | 12,69%      |
| укупно: 63  |             |             |             |             |

### Попис1910.
| Мала Брањска                                                                          | Мала Брањска |
| ------------------------------------------------------------------------------------- | --- |
| језик                                                                                 | вера |
| укупно: 96 Српски 65 (67,70%) Хрватски 26 (27,08%) Чешки 4 (4,16%) Мађарски 1 (1,04%) | <div style="border:solid transparent;position:absolute;width:100px;line-height:0;<div style="border:solid transparent;position:absolute;width:100px;line-height:0; укупно: 96 Православци 65 (67,70%) Римокатолици 31 (32,29%) - (-%) |